# Stanolester
Stanolesters vormen een heterogene groep van chemisch samengestelde stoffen die bekendstaan om de verlagende invloed op low-density lipoproteïne (LDL)- cholesterol in het bloed na inname.
Het basismateriaal van stanol bestaat uit plantaardige fytosterolen, die worden gehydrogeneerd waardoor de plantenstanol ontstaat. Vervolgens wordt deze stof veresterd met een mix van plantaardige vetzuren. Natuurlijke planten-stanolesters komen voor in fruit, groenten, noten, zaden, graan, peulvruchten en plantaardige oliën.
Hoewel de werking gelijk is aan die van statines worden stanolesters als medicijn veel minder vaak voorgeschreven dan deze stoffen.
Stanolesters worden vaak toegevoegd aan op koolzaadolie gebaseerde margarine of andere voedingsmiddelen in verband met gezondheidsvoordelen. Diverse studies wezen uit dat consumptie van circa 2 gram per dag een LDL-cholesterolverlaging van ongeveer 10% bewerkstelligt. De verbinding zelf gaat door het maag-darmkanaal zonder dat het de bloedstroom ooit bereikt (dit in tegenstelling tot statines). De aanwezigheid van stanolesters vermindert zowel de hoeveelheid cholesterol die het bloed opneemt uit het voedsel als de heropname van de cholesterolcomponent welke in gal zit.
Het stanolester werd ontwikkeld door Ingmar Wester, een Finse chemicus. Het wordt op de markt gebracht door het Finse Raisio onder de handelsnaam Benecol®.
Sterolesters hebben een identieke werking als stanol, en worden vaker ingezet om cholesterol te verlagen. De sterolesters hebben eenzelfde effect op LDL, maar worden echter wél door het lichaam geabsorbeerd. De effecten van hoger gedoseerde plantensterolen-niveaus worden nog niet goed begrepen.